# Копылов, Павел Иванович
Павел Иванович Копыло́в (2 июля 1921 года — 11 июня 1999 года) — командир танкового взвода 136-го танкового полка (8-я гвардейская кавалерийская дивизия, 6-й гвардейский кавалерийский корпус, 2-й Украинский фронт) лейтенант, Герой Советского Союза.

## Биография
Павел Иванович Копылов родился 2 июля 1921 года в с. Борисовка ныне Пономарёвского района Оренбургской области.
Русский. Образование среднее. Член КПСС с 1942 г. До призыва в армию Павел Иванович работал учителем в школе.
В Красную Армию призван в 1940 году Пономарёвским райвоенкоматом Оренбургской области. На фронте Великой Отечественной войны с июня 1941 года. В 1943 году он окончил военно-политическое училище, в 1944 году — учебный танковый полк офицерского состава.
Командир танкового взвода 136-го танкового полка (8-я гвардейская кавалерийская дивизия, 6-й гвардейский кавалерийский корпус, 2-й Украинский фронт) лейтенант П. И. Копылов отличился 6—17 октября 1944 года в боях на подступах к городу Дебрецен (Венгрия).
С 1946 года подполковник П. И. Копылов — в запасе. Вернулся на родину, работал в народном хозяйстве. С 1966 года жил в Уфе, работал инженером в строительно-монтажной организации.
Умер 11 июня 1999 года. Похоронен в г. Уфе.

## Подвиг
«…Тов. Копылов в боях с 6 октября по 17 октября 1944 года. участвовал в десяти атаках, с боями прошел более 120 километров, уничтожив при этом 3 танка типа „тигр“, 1 самоходную пушку типа „фердинанд“, 3 ПТО, минбатарею, 4 станковых пулемета, 1 бронетранспортер с зенитной пушкой, 7 автомашин и до 180 солдат и офицеров.
17 октября 1944 года на подступах к городу Дебрецен на участке обороны 33-го гвардейского кавполка противник перешел в атаку силою 2 батальонов пехоты при поддержке 5 танков и артиллерии. Противнику удалось вклиниться в наши боевые порядки. Тов. Копылов вышел со своим танком во фланг группировки противника и вступил в смертельную схватку. Умело маневрируя, тов. Копылов огнём из танка поджег 2 „тигра“, остальные обратились в бегство. Тов. Копылов огнём и гусеницами преследовал гитлеровцев.
Тов. Копылов ликвидировал прорвавшуюся группировку противника и, тем самым, обеспечил выполнение поставленной задачи полку…».
Звание Героя Советского Союза присвоено 24 марта 1945 года.

## Награды
Награждён орденами Ленина, Отечественной войны I степени, медалями.

## Память
В Уфе на пр. Октября д. № 65/1 установлена мемориальная доска герою.